# René Carcan
René Carcan (* 25. Mai 1925 in Brüssel; † 1993) war ein belgischer Künstler. 
Carcan wurde 1925 in Brüssel geboren und zeigte früh Interesse an bildender Kunst. Nach seinem Studium an der Königlichen Kunsthochschule in Brüssel vertiefte er seine Kenntnisse in der Lithografie. Von 1960 bis 1965 war er Schüler von Johnny Friedländer, einem der renommiertesten Druckgrafiker seiner Zeit. Diese Ausbildung beeinflusste seine spätere künstlerische Entwicklung maßgeblich. 

## Kunststil
Carcan entwickelte einen eigenen, besonders in der Lithografie beachteten Stil, der mit dem von Henri Matisse verglichen wird. Seine Werke zeichnen sich durch eine intensive Farbgebung aus und sind oft von den Kompositionstechniken Wassily Kandinskys und Paul Klees inspiriert. Viele seiner Arbeiten stellen abstrahierte Landschaften, mythologische Szenen oder urbane Motive dar, die durch eine feine Linienführung und harmonische Farbflächen geprägt sind.
Neben der Lithografie arbeitete Carcan auch mit Aquarellen, Radierungen und Skulpturen. Ein weniger bekannter Teil seines Schaffens umfasst zudem Schmuckentwürfe, die er parallel zu seinen grafischen Arbeiten entwickelte.

## Museum und Stiftung
In seinem ehemaligen Atelier wurde Ende 1993 ein Museum durch die René-Carcan-Stiftung (Fondation René Carcan) eingerichtet. Im Museum wurden seine Aquarelle, Lithografien, Skulpturen und Schmuckentwürfe gezeigt. Das Museum wurde 2006 geschlossen. 2014 schrieb die Stiftung erstmal den "René Carcan International Prize for Printmaking" aus, der alle zwei Jahre vergeben wird.

## Trivia
- Als Bewunderer der Kunst René Carcans galt Jürgen W. Möllemann.
- In einer Ausgabe der ZDF-Sendung „Bares für Rares“ wurden Grafiken und Druckplatten von Carcan versteigert.[2]